# El Triunfo (Mérida)
El Triunfo, es una hacienda ubicada en la localidad de Mérida, municipio de Mérida, en Yucatán, México. Se encuentra  al norte de la ciudad de Mérida, capital del estado de Yucatán, y se encuentra conurbada con ella.

## Restauración
Se ha restaurado la hacienda, la cual sirve como sitio de reunión y celebraciones.

## Demografía
Según el censo de 1990 realizado por el INEGI, la población de la localidad era de 13 habitantes, de los cuales 8 eran hombre y 5 eran mujeres.
| 13                          |
| (Fuente: INEGI [Consultar]) |

## Galería

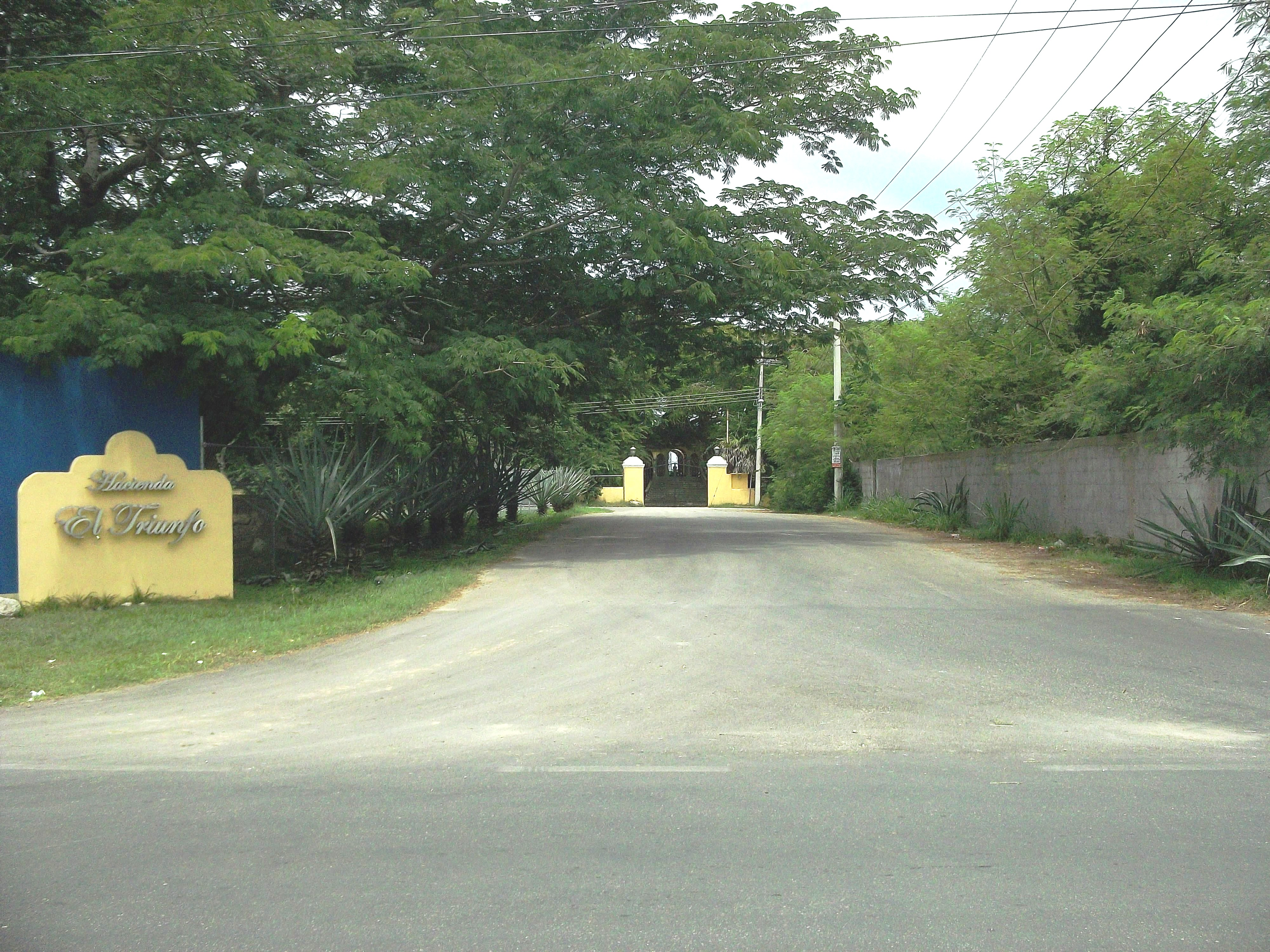
Entrada a la hacienda El Triunfo.